# Strzępka uchyłkowata

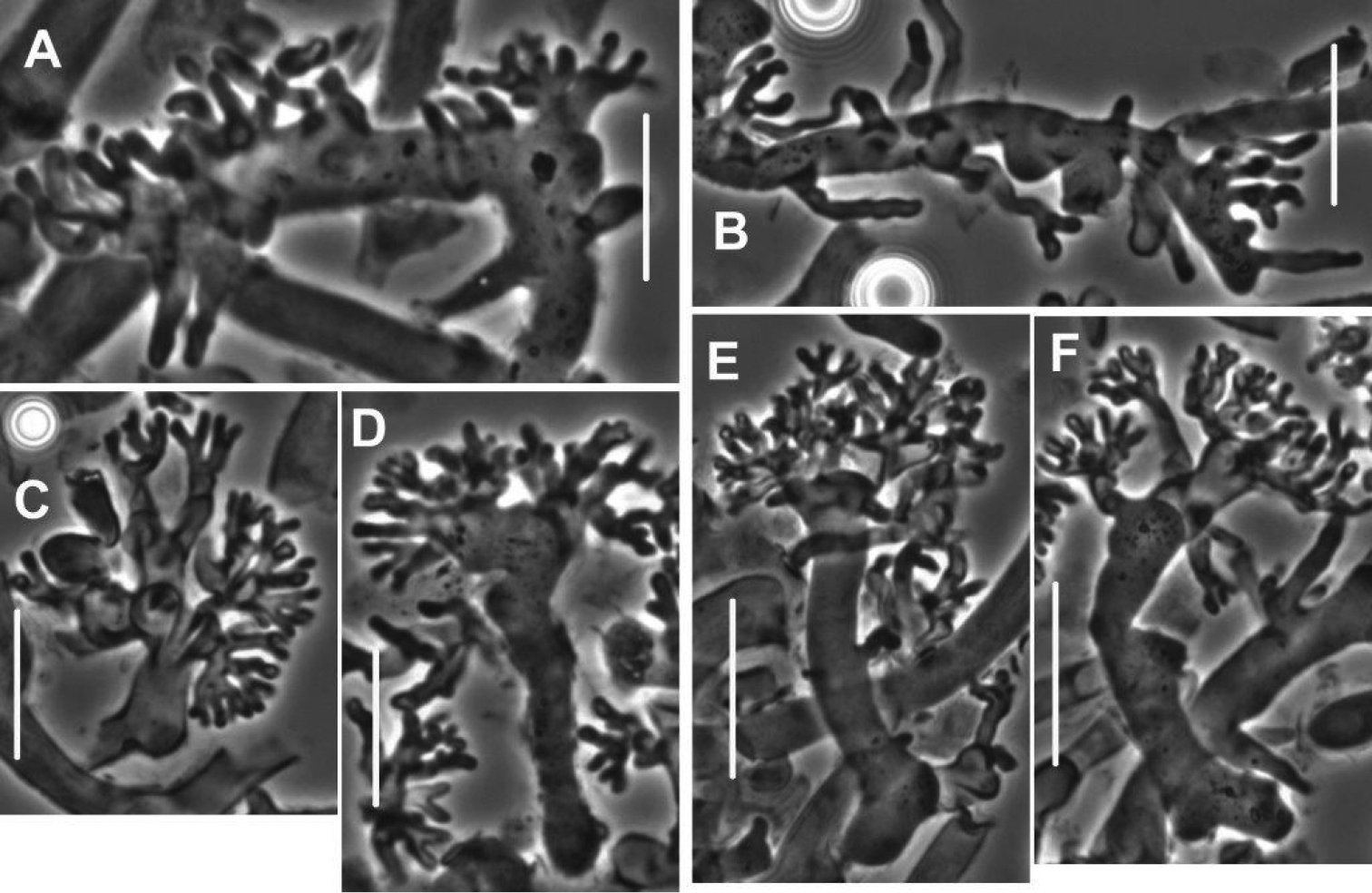
Strzępki skórki Gymnopus: A,B – strzępki uchyłkowate, C-F – miotlaste końcówki strzępek

Strzępka uchyłkowata – rodzaj strzępek u grzybów z prostymi lub rozgałęzionymi naroślami. Strzępki takie czasami tworzą gęste, koraloidalne masy. Występują zwykle w skórce grzybów, w jej warstwie właściwej, zwanej subkutisem. Występowanie strzępek uchyłkowatych ma znaczenie przy mikroskopowej identyfikacji niektórych gatunków, np. w rodzaju Mycena (grzybówka).
Istnieją też strzępki z krótkimi i nierozgałęzionymi wyrostkami noszącymi nazwę kołków strzępkowych.